# Rod Benson
Rod Benson (Fairfield, California, 10 de octubre de 1984) es un exjugador de baloncesto estadounidense que actuaba en la posición de pívot. Tras jugar en ligas menores de su país y actuar brevemente en la Euroliga, desarrolló el resto de su carrera como profesional en equipos del Extremo Oriente y Latinoamérica.

## Trayectoria
Durante su juventud, Benson practicó voleibol y baloncesto. Asistió a la Universidad de California, Berkeley, donde jugó al baloncesto con los Golden Bears en la Pacific-12 Conference de la División I de la NCAA. Pese a un lento arranque en su temporada como freshman, a partir de su segundo año fue ganándose un espacio cada vez más relevante en la rotación de su equipo.
Tras ser ignorado por todas las franquicias en el Draft de la NBA de 2006, se unió a los Austin Toros en la NBA Development League. Al culminar su primera temporada como profesional, disputó la NBA Summer League en Las Vegas con los Memphis Grizzlies y participó de un campus de entrenamiento con los New Jersey Nets, pero terminó retornando a la D-League con un contrato para jugar con los Dakota Wizards. Por esa época Benson se volvió una figura popular entre los aficionados gracias a su blog Too Much Rod Benson, en el que relataba su experiencia como deportista profesional y hacía comentarios sobre el ambiente del baloncesto estadounidense.
La temporada 2007-08 de la NBA Development League fue brillante para el jugador, quien fue convocado al Juego de las Estrellas y terminó siendo seleccionado como miembro del segundo mejor quinteto del torneo.
Benson disputó la NBA Summer League nuevamente en julio de 2008 -esta vez con los Toronto Raptors-, y al mes siguiente partió hacia Francia, donde se incorporó al SLUC Nancy. Tras disputar algunos partidos del torneo local y la Euroliga, fue desvinculado del equipo por su bajo rendimiento. 
Luego de jugar el tramo final de la temporada 2008-09 de la NBA Development League con los Dakota Wizards y los Reno Bighorns, intentó una vez más ingresar a la NBA, jugando el torneo estival con los Houston Rockets y asistiendo a un campus de entrenamiento con Indiana Pacers, pero no pudo cumplir con su objetivo.
A partir de 2010 decidió jugar fuera de los Estados Unidos, por lo que estuvo en el Baloncesto Superior Nacional de Puerto Rico con los Atléticos de San Germán y en la Liga Nacional de Baloncesto de República Dominicana con los Indios de San Francisco de Macorís. También actuó en Taiwán y Filipinas, pero fue en Corea del Sur donde mejor acogida tuvo, siendo campeón de la KBL en 2014.
Tras retirarse del deporte profesional, continuó desempeñándose como columnista de opinión y empezó a incursionar en el ámbito de la pintura.